# Araeolepia subfasciella
Araeolepia subfasciella är en fjärilsart som beskrevs av Walsingham 1881. Araeolepia subfasciella ingår i släktet Araeolepia och familjen Plutellidae. Inga underarter finns listade i Catalogue of Life.